# Ponte Rainha D. Amélia
A Ponte Rainha D. Amélia, também conhecida por Ponte D. Amélia, é uma antiga ponte ferroviária portuguesa, que foi convertida para uso rodoviário. Foi inaugurada em 14 de Janeiro de 1904, como parte da Linha de Vendas Novas tendo sido substituída em 2001 pela Nova Ponte D. Amélia.

## Caracterização
O seu nome é em homenagem à Rainha D. Amélia.[carece de fontes?]
As peças metálicas da ponte foram feitas pela fábrica Fille Lilles, que também construiu as pontes de Muge e da Vala da Azambuja. A construção das peças foi supervisionada pelo engenheiro Audouard, que tinha uma boa reputação neste tipo de projectos.
O projecto original, datado de 1901, descreve a ponte como estando assente sobre treze pilares e dois encontros, formando catorze vãos de 60 m, totalizando 840 m.
O contra-vento foi previsto inferior e horizontal, e a sobrecarga utilizada baseou-se no peso de uma locomotiva e o seu tender correspondente. O coeficiente de resistência para os banzos foi calculado em 9, e, para as rotundas e carlingas, 7,5, tendo o coeficiente de trabalho adoptado ao lançamento sido de  9. O cálculo dos momentos de flexão foi efectuado segundo o método de Clapeyron, e a curva involtória dos máximos momentos foi determinada pela construção das parábolas dos momentos, as secções transversais das madres, e os seus respectivos momentos de inércia e módulos de resistência. A viga foi verificada pelo processo do engenheiro Xavier Cordeiro.

### Pilares e encontros
Os pilares, fundados a ar comprimido, com caixões de ferro preenchidos com formigão hidráulico composto por pedra calcária da quinta Sub-Serra, de Alhandra, deveriam ter 10 m acima da água, de forma a ultrapassar os níveis reportados nas cheias de 1876, que fizeram as águas subir cerca de 5 m.
As alturas do soco, do fuste e do capitel são correspondentemente de 1,50, 8,065 e 0,50 m; a espessura junto ao soco é de 3,064 m e no colo de 2,50 m, com um jorramento de 0,035 m. O paramento das faces planas é composto por fiadas de enxilharia, tendo o revestimento sido construído com silhares e juntouros; o revestimento dos talhantes de secção semi-circular foi feito com cantaria de almofadado rústico, e os encontros, de alvenaria hidráulica. Os cunhais e cimalha são compostos por cantaria, feita de calcário cinzento azulado das pedreiras de Rio de Mouro. A construção dos pilares e dos encontros foi executada pelo engenheiro Reynaud.

### Tabuleiro
A viga do tabuleiro, em aço macio, em quádrupla rótula reforçada com prumos nos nós, encontra-se fixa no pilar central, podendo dilatar-se para os dois extremos, sobre os rolos respectivos; as duas madres, com 6,717 m de altura, encontram-se distanciadas a 5,040 m, e ligadas entre si por meio de contraventamentos, de forma a reforçá-las e evitar a sua deformação. O tabuleiro, inferior, inclui carlingas com 5,040 m de largura e que se distanciam 3,333 m entre si, e que estão travadas por longarinas, situadas a  intervalos de 1,8 m.

## História

### Planeamento, construção e inauguração
Esta estrutura veio substituir uma ponte de carácter provisório, de metal e madeira, que tinha sido construída aproveitando peças de uma antiga ponte da Linha do Norte, sobre o Rio Vouga.
Foi esboçada pelo engenheiro António de Vasconcellos Porto em 1901, tendo a primeira estaca sido batida em Julho de 1902, como acto cerimonial para o início da construção da ponte. Nos finais desse ano, as peças para o primeiro tramo já se encontravam a caminho de Lisboa, vindas das oficinas da sociedade Fille Lilles, e nos inícios do ano seguinte já tinha sido entregue o quinto pilar. Em Abril, já tinham sido colocados oito pilares e montadas três tramos do tabuleiro, e em Setembro, já se previa que a ponte estaria concluída em Novembro desse ano. Em Outubro, já tinham sido corridos os 11º e 12º tramos, encontrando-se em construção os dois seguintes, e no mês seguinte, já tinha sido instalada a via desde a ponte até à Estação de Vendas Novas. Em Dezembro, já se tinham iniciado as inspecções de via em toda a Linha de Vendas Novas, tendo a abertura ao serviço sido prevista para 1 de Janeiro.
Na altura da sua construção, a Ponte Rainha D. Amélia era considerada a mais extensa da Península Ibérica, para caminho de ferro. O autor foi elogiado pelo Conselho Técnico de Obras Públicas, devido à perfeição com que elaborou este projecto. À inauguração, a 14 de Janeiro de 1904, assistiu o rei D. Carlos, esposo da patrona. A Linha de Vendas Novas, entre Setil, na Linha do Norte, e Vendas Novas, na Linha do Alentejo, entrou ao serviço em 15 de Janeiro de 1904.

### Adaptação para uso rodoviário
Após a construção na década de 1980 de uma nova ponte ferroviária, que a substituiu, a reafectação desta ponte para uso rodoviário local foi repetidamente reclamada; no verão de 1996, o então secretário de Estado das Obras Públicas, Crisóstomo Teixeira, prometeu a obra para 1997. Previa-se em finais de 1996, ainda em fase de estudos, que a circulação fosse em via única semaforizada, estando por averiguar a capacidade de carga para trânsito pesado. As câmaras envolvidas, Cartaxo e Salvaterra de Magos, previam gastar respetivamente 14 M$ e 18 M$ em acessos.
Em 2001 foi finalmente alvo de obras e reconvertida para tráfego automóvel e pedonal, ligando deste modo, Muge, no concelho de Salvaterra de Magos, e Porto de Muge, no concelho do Cartaxo, bem como a localidade de Valada, que, antes desta ligação, ficava frequentemente isolada em períodos de cheia.

### Reabilitação em 2022
Em 2022, está a ter obras de reabilitação nos pilares num investimento de 1.7 Milhões de euros que visam “reforçar as condições de integridade dos pilares da ponte e a protecção das suas fundações contra os efeitos da erosão provocada pela corrente do rio”.
A empreitada, na ponte consiste na “limpeza das superfícies dos pilares e encontros, selagem das juntas entre pedras de alvenaria dos pilares”, e “protecção da base dos pilares […] com recurso a cofragens metálicas e microbetão submerso”, a par da “substituição dos aparelhos de apoio sobre o pilar P13 e encontro E2”, entre outros.
Esta obra é da responsabilidade da IP, que gere o equipamento em parceria com os municípios de Salvaterra de Magos e Cartaxo.